# Hauptverband der allgemein beeideten und gerichtlich zertifizierten Sachverständigen Österreichs
Der Hauptverband der allgemein beeideten und gerichtlich zertifizierten Sachverständigen Österreichs, auch kurz Hauptverband der Gerichtssachverständigen, ist der zentrale Dachverband der Gerichtssachverständigen in Österreich. Er nimmt für die bei Gericht tätigen Sachverständigen österreichweit deren Interessen wahr. Es besteht jedoch keine  Mitgliedspflicht für Sachverständige.
Präsident des Hauptverbandes der Gerichtssachverständigen ist Kurt Peter Judmann. Vizepräsident des Hauptverbandes der Gerichtssachverständigen ist Roland Popp.

## Geschichte
Die Satzung einer „Vereinigung der ständig beeideten Sachverständigen und Schätzmeister“ wurde am 7. Januar 1912 von einem Proponentenkomitee verabschiedet. Die Wahl des Vorstandes (Präsidium) wurde am 30. März 1912 der k.k. Polizeidirektion angezeigt (Präsident: August von Loehr).
Seit 1914 nannte sich der Verband: „Gremium der ständig beeideten gerichtlichen Sachverständigen und Schätzmeister Wien“. Am 15. Dezember 1933 erfolgte die Umbenennung in „Hauptverband der ständig beeideten gerichtlichen Sachverständigen und Schätzmeister in Österreich“. Mit 6. Juli 1938 wurde der „Hauptverband der ständig beeideten gerichtlichen Sachverständigen und Schätzmeister in Österreich“ zwangsweise aufgelöst.
Am 25. Juni 1945 fand die erste Sitzung eines Proponentenkomitees zur Wiedererrichtung des „Hauptverbands der ständig beeideten gerichtlichen Sachverständigen und Schätzmeister in Österreich“ statt. Der Hauptverband wurde mit 15. Februar 1946 vom Bundesministerium für Inneres und öffentliche Sicherheit genehmigt. 1975 wurde der Verband in „Hauptverband der allgemein beeideten gerichtlichen Sachverständigen Österreichs“ umbenannt.
Zur Entlastung des Hauptverbandes und im Sinne einer Föderalisierung wurde der Landesverband Tirol und Vorarlberg 1970, der Landesverband Oberösterreich 1971 und der Landesverband Steiermark 1972 gegründet. Der Landesverband Wien, Niederösterreich und Burgenland wurde 1975 gegründet. Außerordentliche Mitglieder sind seit 1982 die Bundesinnung der Kraftfahrzeugtechniker, seit 1995 der Österreichische Verband der allgemein beeideten und gerichtlich zertifizierten Dolmetscher und seit 2011 der Verband für Mediation gerichtsanhängiger Verfahren.
1992 wurde die, bereits zuvor bestandenen, Standesregeln der Sachverständigen von der Delegiertenversammlung als verbindlich beschlossen und mit Erlass des Justizministeriums für maßgeblich erklärt.
1998 trat der Hauptverband der EU-weit tätigen European Organisation for Expert Associations („EuroExpert“) als Vollmitglied bei.

## Aufgaben
- Mitwirkung bei der Erfassung aller allgemein beeideten und gerichtlich zertifizierten Sachverständigen Österreichs
- Förderung der Heranbildung und Weiterbildung von Sachverständigen im Dienste der Rechtspflege und der rechtsuchenden Bevölkerung
- Mitwirkung bei allen Gebührenregelungen zur Sicherung eines ausreichenden Bestandes an qualifizierten Sachverständigen
- Ständige Kontaktpflege mit den Organen der Gesetzgebung und der Justizverwaltung in allen zuständigen Angelegenheiten
- Betreuung und Förderung der berufsständischen Aufgaben und Interessen der angeschlossenen Verbände und deren Mitglieder
- Schlichtung von Streitigkeiten aus dem Vereinsverhältnis
- Mitarbeit in internationalen Sachverständigenorganisationen und die Zusammenarbeit mit ausländischen Sachverständigenverbänden, vor allem denen der Nachbarländer Österreichs sowie die Errichtung von und die Beteiligung an Gesellschaften, die den Vereinszwecken dienen
- Bekämpfung des unlauteren Wettbewerbs
- Herausgabe einer Verbandszeitschrift und von Verbandsrundschreiben zur Verlautbarung wichtiger Mitteilungen und zur Besprechung aktueller Fragen des Sachverständigenwesens, sowie der Betrieb einer Homepage im Internet zur Information der Öffentlichkeit über die Tätigkeit der Mitglieder und über Belange des Sachverständigenwesens[5]

## Gliederung
Der Hauptverband der allgemein beeideten und gerichtlich zertifizierten Sachverständigen Österreichs ist der Dachverband der Landesverbände der österreichischen Gerichtssachverständigen. Ordentliche Mitglieder des Hauptverbandes der Gerichtssachverständigen Österreichs sind die als selbständige Vereine organisierten vier Landesverbände:
- Landesverband Wien, Niederösterreich und Burgenland
- Landesverband  Steiermark und Kärnten
- Landesverband Oberösterreich und Salzburg
- Landesverband Tirol und Vorarlberg

### Ordentliche Mitglieder
Die Landesverbände sind selbständige Vereine, welche zugleich die ordentlichen Mitglieder des Hauptverbandes der Gerichtssachverständigen darstellen. Die vier Landesverbände verfügen in Summe über rund 8.700 Mitglieder, davon entfallen rund 7.230 auf Gerichtssachverständige und rund 1.470 auf Anwärter. Die Nomenklatur der österreichischen Justiz umfasst hierbei 52 Fachgruppen mit rund 700 Fachgebieten, in welchen eine gerichtliche Zertifizierung als Sachverständiger erlangt werden kann. Die Landesverbände sind für die regionalen Informationen und Serviceleistungen (z. B. Erfassung der Mitglieder in Sachverständigenlisten, Mitwirkung beim Eintragungsverfahren im Rahmen der gerichtlichen Zertifizierung, Fortbildungsveranstaltungen) zuständig.

### Außerordentliche Mitglieder
Einzelpersonen, aber auch juristische Personen können als außerordentliche Mitglieder aufgenommen werden. Außerordentliche Mitglieder des Hauptverbandes der Gerichtssachverständigen Österreichs sind:
- Österreichischer Verband der allgemein beeideten und gerichtlich zertifizierten Dolmetscher
- Bundesinnung der Kraftfahrzeugtechniker
- Verband für Mediation gerichtsanhängiger Verfahren

## Publikationsorgan
Der Hauptverband der Gerichtssachverständigen Österreichs gibt seit 1976 die Zeitschrift „Sachverständige“ heraus. Medieninhaber und Verleger ist der Linde Verlag. Bis 2019 war Harald Krammer, ehemals Präsident des Oberlandesgerichts Wien, Schriftleiter; er übte diese Funktion von 1988 bis 2019 aus. Seither ist Sabine Längle, Richterin des Landesgerichts für Zivilrechtssachen Wien, Schriftleiterin. Durch die Zeitschrift sollen die berufsständischen, rechtlichen und wirtschaftlichen Interessen der Gerichtssachverständigen in Österreich vertreten und veröffentlicht werden.
Die Zeitschrift gliedert sich in:
- Verlautbarung wichtiger Mitteilungen für Gerichtssachverständige[1];
- Besprechung aktueller Fragen des Sachverständigenwesens[1];
- Fachbeiträge;
- Berichte zu einschlägigen gerichtlichen und behördlichen Entscheidungen und Erkenntnissen;
- Sonderthemen;
- Hinweise zu Fortbildungsveranstaltungen;
- Hinweise zu einschlägiger Literatur.

Der Hauptverband der Gerichtssachverständigen Österreichs veröffentlicht seit 2019 in der Zeitschrift „Sachverständige“ in regelmäßigen Abständen „Empfehlungen für Herstellungskosten“ für Gebäude in Österreich. Die Datenerhebung, Analyse und Auswertung erfolgen durch einen Arbeitskreis des Hauptverbandes unter der Leitung von Roland Popp.
Nach Rücksprache mit den Landesverbänden werden durch den Hauptverband der Gerichtssachverständigen Österreichs seit 1995 „Empfehlungen der Kapitalisierungszinssätze für Liegenschaftsbewertungen“ in regelmäßigen Abständen in der Zeitschrift „Sachverständige“ veröffentlicht.

## Wissensdatenbank
Der Hauptverband der Gerichtssachverständigen Österreichs führt online eine frei zugängliche Wissensdatenbank. Inhalt der Wissensdatenbank sind ausgewählte Rechtssätze, facheinschlägige Artikel sowie Entscheidungen und Erkenntnisse zum Gebührenrecht und Informationen zum Standesrecht für Sachverständige in Österreich. Bundeskoordinator für die Wissensdatenbank des Hauptverbandes ist Roland Popp.

## Gasteiner Seminare
Seit 1978 veranstaltet der Hauptverband für Gerichtssachverständigen Österreichs im Gasteinertal internationale Fachseminare. Es stellen in den jeweiligen Fachbereichen die größten und traditionellsten Fachseminare in Österreich dar. Mittlerweile werden die Gasteiner Seminare gemeinsam mit der Vereinigung der österreichischen Richterinnen und Richter veranstaltet. Das internationale Fachseminar für Straßenverkehrsunfall und Fahrzeugschaden wird von Robert Fucik, leitender Staatsanwalt i. R. im Bundesministerium für Justiz, und Sabine Längle, Richterin des Landesgerichts für Zivilrechtssachen Wien, geleitet. Das internationale Fachseminar für Bauwesen wird von Roland Popp, Architekt und Gerichtssachverständiger in Wien, geleitet.

## Liegenschafts Bewertungs Akademie
Der Hauptverband der Gerichtssachverständigen Österreichs betreibt gemeinsam mit seinen Landesverbänden die Liegenschafts Bewertungs Akademie (LBA) mit Sitz in Graz. Die LBA ist seit vielen Jahren Marktführer in der Ausbildung von Experten auf dem Gebiet der Liegenschaftsbewertung.

## Präsidenten
1912–1917: August Ritter von Loehr
1917–1924: Hugo Strache
1924–1927: Theodor Sachsel
1927–1933: Paul Hoppe
1936–1936: Franz Quidenus
1947–1953: Emil Dietrich
1953–1969: Franz Mörtinger
1969–1981: Leo Splett
1981–1993: Friedrich Rollwagen
1993–2022: Matthias Rant
2022-derz.: Kurt Peter Judmann